# Neobisium vachoni
Neobisium vachoni är en spindeldjursart som beskrevs av Beier 1939. Neobisium vachoni ingår i släktet Neobisium och familjen helplåtklokrypare. Inga underarter finns listade i Catalogue of Life.